# Biblioteca Municipal Nicomedes Guzmán
La Biblioteca Municipal Nicomedes Guzmán es una biblioteca pública creada en 1935 y que actualmente se encuentra ubicada en el Barrio Brasil, en la comuna de Santiago, Chile. Su actual ubicación fue inaugurada en mayo de 2015 y posteriormente reinaugurada en diciembre de 2022 tras un proceso de remodelación. Se encuentra frente a la Plaza Griselda Hinojosa.

## Historia

### Antecedentes
El Director de Bibliotecas, Archivos y Museos, Gabriel Amunategui le escribió en 1935 al alcalde de Santiago Absalón Valencia Zavala, solicitando a la Municipalidad de aquella comuna incluir en su presupuesto fondos para fortalecer el sistema de bibliotecas públicas locales.
El 16 de septiembre del mismo año el municipio crea su propia biblioteca municipal, que además contó con una comisión para el estudio de su organización.

### Biblioteca Pública Municipal 104
La biblioteca ya existía para 2002 con el nombre de Biblioteca de Santiago N°104.
En 2007 sus dependencias se encontraban en Balmaceda 1215, junto a Balmaceda Arte Joven. En 2011 realizan una intervención artística en la fachada del edificio.
En diciembre de 2014 se anunció el cambio de sede de la biblioteca, a un edificio en calle Huérfanos 1805.

### Biblioteca Municipal Nicomedes Guzmán
La biblioteca fue reinaugurada en mayo de 2015 como parte de un trabajo de desarrollo cultural de la Ilustre Municipalidad de Santiago, que contó con la presencia de la alcaldesa Carolina Tohá. La reinauguración incluyó el renombramiento a "Biblioteca Municipal de Santiago Nicomedes Guzmán".
En agosto de 2021 el espacio reabre sus puertas luego de la pandemia de COVID-19.
En diciembre de 2022, y con la presencia de la alcaldesa Irací Hassler, la biblioteca es traslada a un edificio en calle Riquelme 226. El recinto fue inaugurado tras una serie de mejoras en su infraestructura, incluyendo la ampliación de espacios y la modernización de sus instalaciones.

## Nombre
Su nombre rinde homenaje al escritor chileno Nicomedes Guzmán, reconocido por su novela La sangre y la esperanza (1944), que obtuvo el Premio Municipal de Literatura de Santiago.

## Instalaciones y servicios

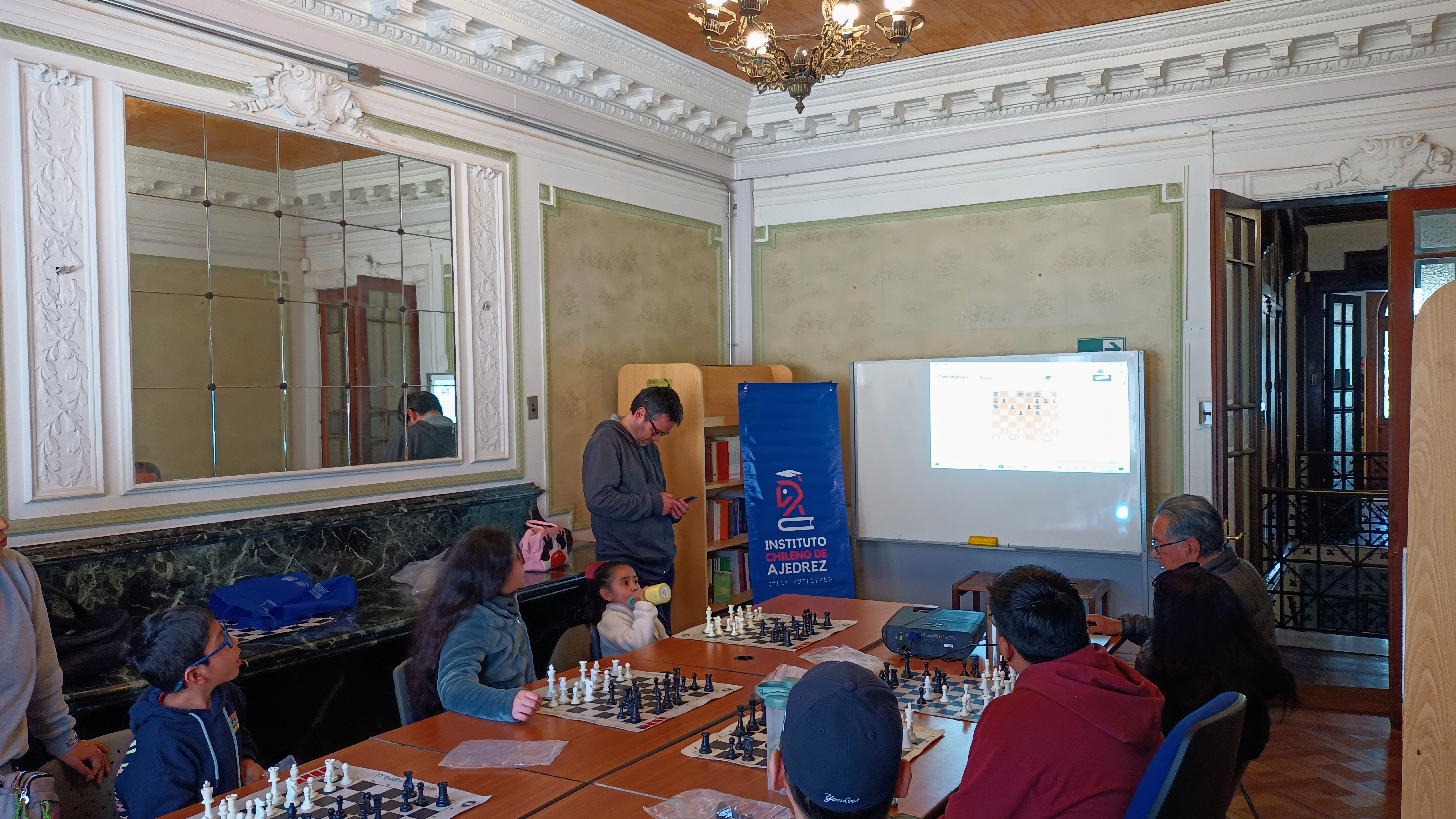
Clases abiertas del Club Instituto Chileno de Ajedrez (2023).

La biblioteca cuenta con un edificio de tres pisos y una terraza destinada a actividades culturales. Entre sus instalaciones, dispone de una sala de lectura infantil, espacios para talleres y actividades comunitarias, áreas para la lectura en sala y el préstamo de libros, además de un estacionamiento.
Su fondo bibliográfico alberga aproximadamente 19.500 volúmenes disponibles tanto para consulta como para préstamo a domicilio.
Además, la biblioteca desarrolla diversas iniciativas para fomentar la lectura y la cultura, tales como cuentacuentos, exposiciones artísticas, charlas temáticas, sesiones de cine y talleres gratuitos abiertos a la comunidad.